# بابنة (حومة بم)
بابنة (بالفارسية: پابنه) هي قرية تقع في إيران في منطقة مركزية ريفية. يقدر عدد سكانها بـ 46 نسمة بحسب إحصاء 2016.